# Église de la Flagellation
L'église de la Flagellation est une église catholique de la vieille ville de Jérusalem qui se trouve dans le quartier musulman près de la porte Saint-Étienne. Elle commémore la Flagellation du Christ. L'église se trouve à côté du couvent franciscain de la Flagellation. C'est la seconde station du chemin de Croix qui a lieu tous les vendredis dans la vieille ville.

## Tradition
Selon la tradition, l'église se trouve sur le lieu où Jésus a été moqué et flagellé par les soldats romains, avant d'accomplir son chemin de Croix sur la Via Dolorosa, contre l'église actuelle. Un trou sous l'autel est désigné comme la base de la colonne que la tradition identifie à celle de la flagellation. Au cours des derniers siècles, des traditions concurrentes ont fixé le lieu de la flagellation dans différentes parties de Jérusalem. Cette tradition franciscaine n'a aucune validité historique et est symbolique.
On entre par une porte donnant sur la Via Dolorosa dans une cour. L'église se trouve à droite, et la chapelle de la Condamnation à gauche.

## Historique
Les croisés construisent une petite église de plan basilical à cet emplacement qui est desservie par les franciscains, mais les autorités ottomanes la leur confisquent en 1618. Elle sert alors d'écurie, puis d'atelier, jusqu'à tomber en ruines. Selon une légende, la profanation du sanctuaire en écurie eut pour conséquence que le fils du pacha de Jérusalem y perdit ses plus beaux chevaux en quelques jours. 
Finalement Ibrahim Pacha la rend aux franciscains en 1838. Le duc Maximilien en Bavière est l'un des principaux donateurs pour la restaurer. Elle est consolidée et rebâtie entre 1927 et 1929 par l'architecte Antonio Barluzzi en respectant les murs du XIIe siècle.
Trois vitraux de Cambellotti dépeignent la Flagellation du Christ le lavement des mains de Ponce-Pilate et le triomphe de Barabbas amnistié.
La mosaïque sous la coupole au-dessus du maître-autel représente la Couronne d'épines du Christ. Un tableau montre saint Paul emprisonné à la forteresse Antonia.
Le porche d'entrée est surmonté d'un ange entouré de dix symboles de la Passion et à ses pieds une parole tirée de l'évangile attribuée à saint Jean. Le pavé de l'autel porte l'inscription latine tirée du livre des Psaumes « Fui flagellatus tota die et castigatio mea in matutinis » (J'ai été flagellé durant tout le jour et châtié dès le matin).

## Illustrations

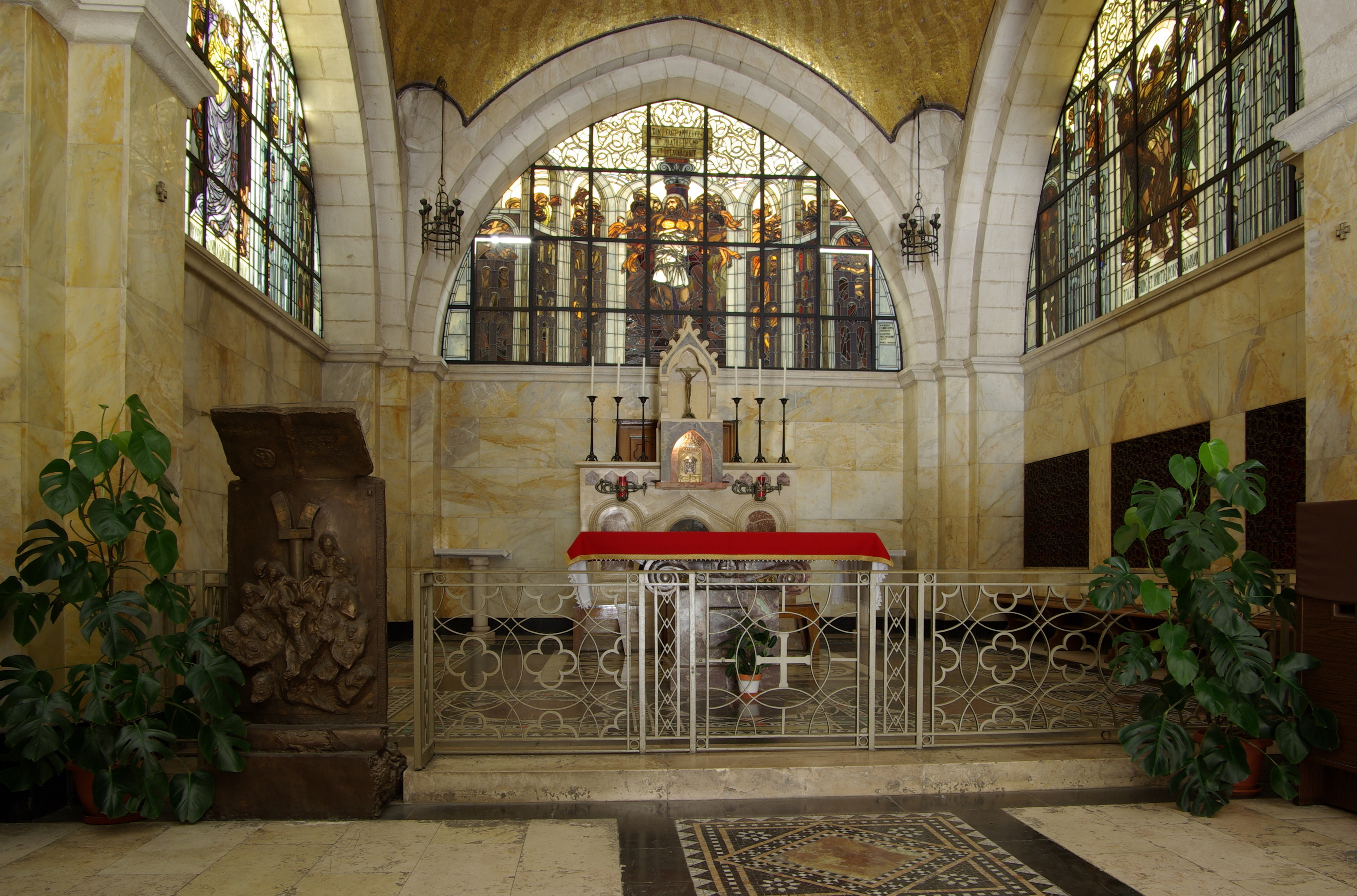
Vue du maître-autel
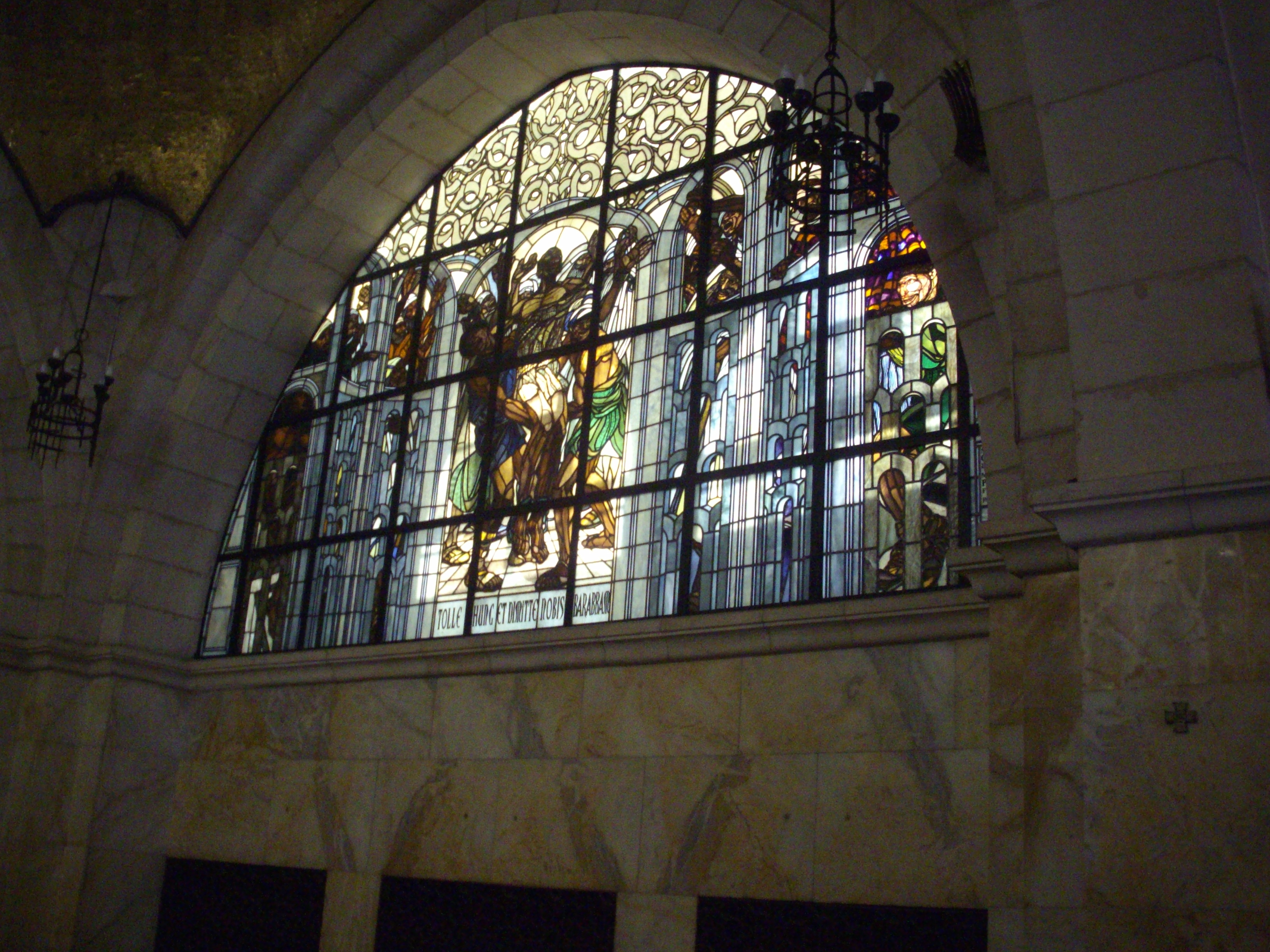
Vitrail représentant le triomphe de Barabbas.
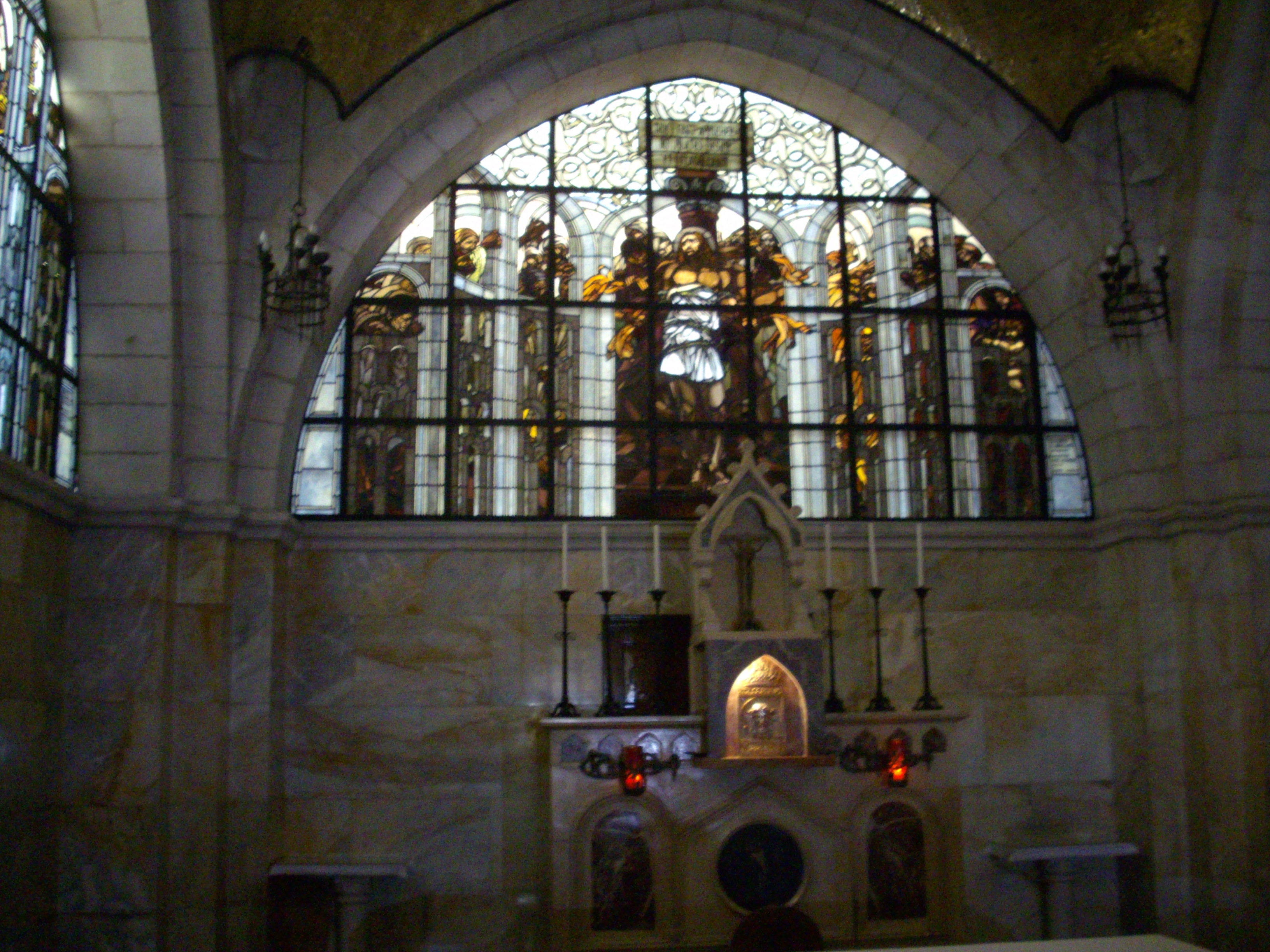
Vitrail représentant la Flagellation du Christ, au-dessus du maître-autel.
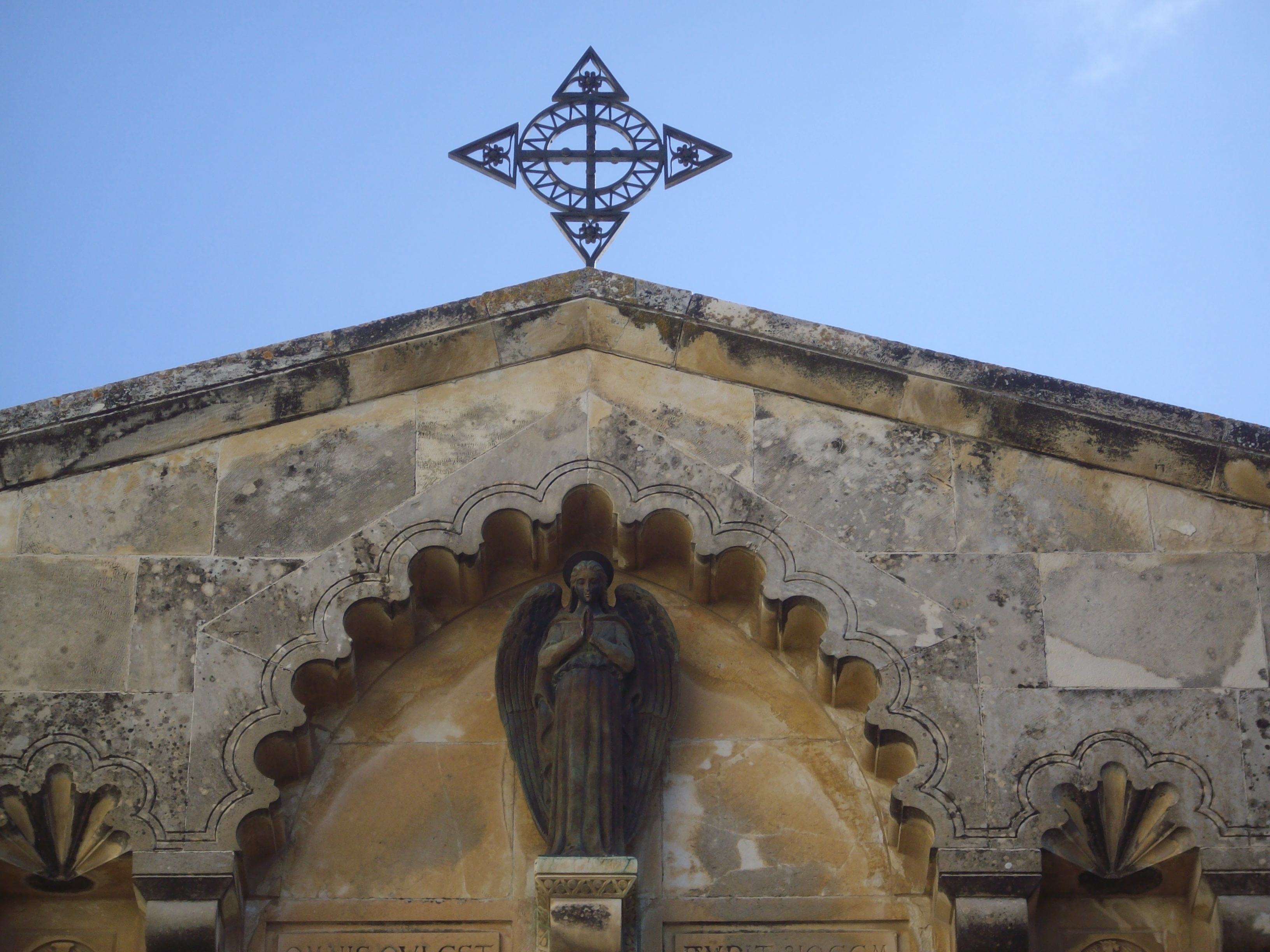
Détail de la façade.
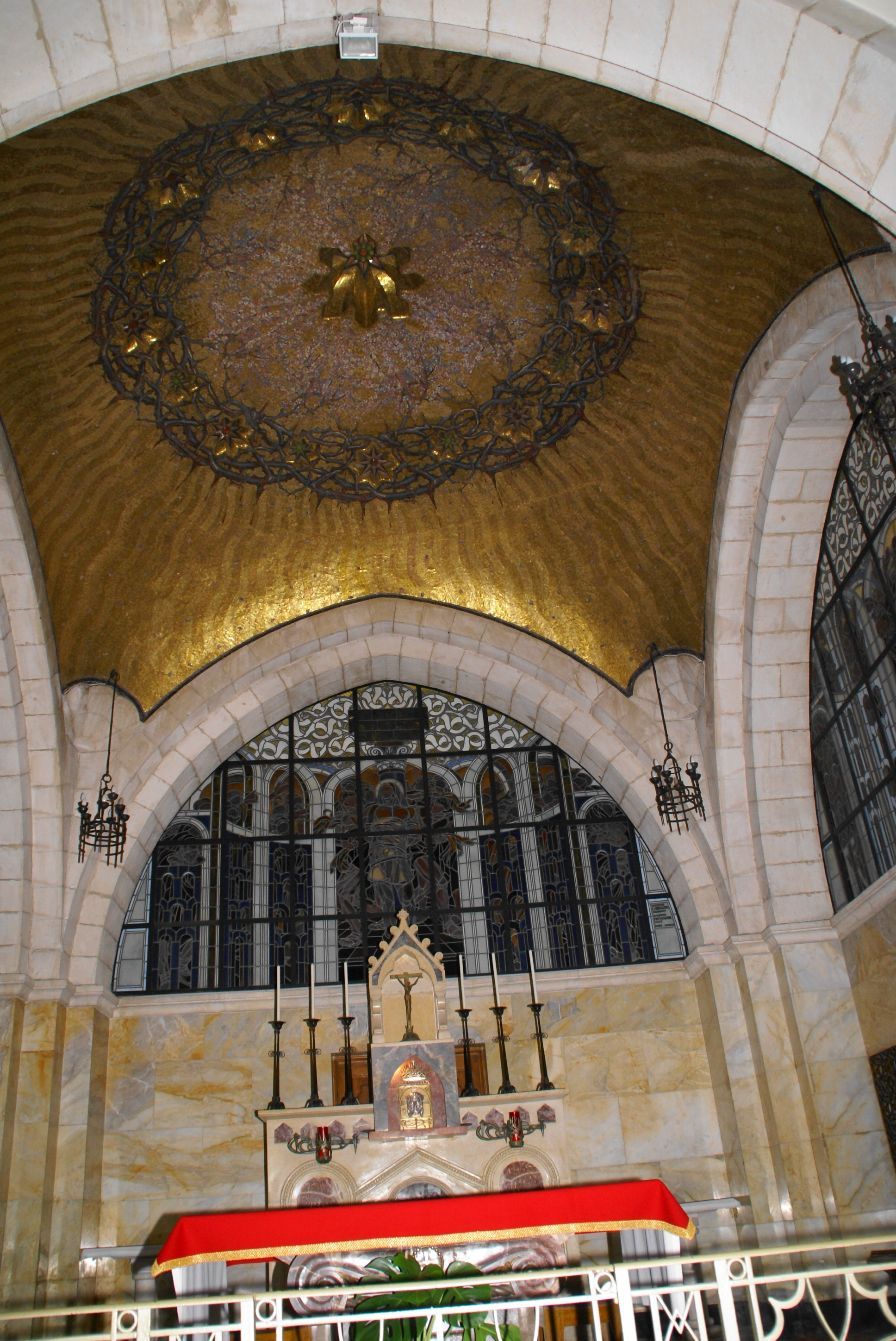
Mosaïque du dôme représentant la Couronne du Christ dont les épines font perler du sang.